# 立法院議員選挙法
立法院議員選挙法（りっぽういんぎいんせんきょほう）とは、立法院の議員を選出するために立法院が制定した立法。

## 概要
琉球列島米国民政府が制定した琉球政府立法院議員選挙法（米国民政府布令第57号）に代わる法令として制定された。
復帰前の沖縄県では、全公職を網羅した選挙法は存在せず、各公職毎に選挙法が制定されていた。
日本本土の公職選挙法（昭和25年法律第100号）に相当する立法であるが、選挙運動に対する制限は公職選挙法ほど厳しくなかった。

## 構成
- 第1章 総則（第1条~第3条）
- 第2章 中央選挙委員会（第4条~第16条）
- 第3章 選挙権及び被選挙権（第17条~第19条）
- 第4章 選挙に関する区域（第20条~第23条）
- 第5章 選挙人名簿（第24条~第34条）
- 第6章 選挙期日（第35条~第36条）
- 第7章 投票（第37条~第64条）
- 第8章 開票（第65条~第78条）
- 第9章 選挙会（第79条~第83条）
- 第10章 候補者（第84条~第91条）
- 第11章 当選人（第92条~第104条）
- 第12章 特別選挙（第105条~第109条）
- 第13章 選挙運動（第110条~第145条）
- 第14章 選挙費用（第146条~第164条）
- 第15章 争訟（第165条~第176条）
- 第16章 罰則（第177条~第213条）
- 第17章 議員の任期（第214条~第215条）
- 第18章 補則（第216条~第219条）
- 附則